# قرار مجلس الأمن التابع للأمم المتحدة رقم 2063
قرار مجلس الأمن التابع للأمم المتحدة رقم 2063، المتخذ بالإجماع في 31 يوليو 2012.

## روابط خارجية
- نص القرار في undocs.org